# 二率会
二率会（にびきかい）は、東京都八王子市に本部を置いて活動した博徒系暴力団。小金井一家、八王子一家、親之助一家の三団体から構成された。
1969年、日本国粋会（当時は『国粋睦』）系の八王子一家や小金井一家などが大同団結したうえでこの二率会を結成。八王子市を中心とした関東西部を縄張りとし、およそ500人の構成員を有していた。会長は小金井一家の総長が主に務めていた。
1972年には博徒系暴力団の親睦団体・関東二十日会の結成に参画。1990年には、山口組系の宅見組と抗争を起こしている（詳細は八王子抗争を参照）。この事件を契機として、山口組の東京進出が本格化し、都内の暴力団の秩序が激変していった。
宅見勝の死後は住吉会へ接近を図ったが、山口組と都内の暴力団との力関係に翻弄され、2001年を以て五代目会長岡澤和佳志（小金井一家九代目総長）は二率会を解散して引退。小金井一家の神奈川県勢力（京浜小金井一家を経て現在の小金井一家）及び八王子一家は稲川会へ、小金井一家の都内勢力は解体して住吉会へ加入した。